# Salvador Barbeito Doval

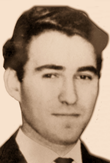
Salvador Barbeito Doval

Salvador Barbeito Doval, nacido en Portonovo (Sangenjo), el 1 de septiembre de 1946 y fallecido el 4 de julio de 1976 en Buenos Aires (Argentina), fue un docente y religioso palotino de origen gallego y nacionalidad argentina asesinado junto con otros cuatro miembros de la Sociedad del Apostolado Católico en la llamada "Masacre de San Patricio".

## Trayectoria

### Juventud y formación
Nació en Portonovo (Sangenjo), hijo de Salvador Barbeito Martínez, marinero, y Rosario Doval Solís. Emigró, con sus padres y una hermana menor, a la Argentina en 1949 instalándose en Lanús, antes de trasladarse a la Buenos Aires. Ingresó en el Seminario Menor y, luego, en 1965 completó su formación eclesiástica en el Seminario Mayor de la archidiócesis de Buenos Aires. También hizo estudios de Filosofía y Pedagogía en el Centro Superior de Educación Católica para ejercer como profesor.
Fue catequista en diferentes colegios y en la parroquia de San Patricio, llevada por los palotinos irlandeses, en donde también lideraba un grupo juvenil llamado Ateneo. Profesionalmente, con 27 años, en 1974, asumió la rectoría del colegio San Marón de la capital argentina, ligado a la Iglesia católica Maronita. Decidido a ordenarse sacerdote, en noviembre de 1975, ingresó en el noviciado palotino que la comunidad del Sociedad del Apostolado Católico había abierto en San Patricio.

### Asesinato
Tras el golpe de Estado contra María Estela Martínez de Perón, y la implantación de la dictadura militar, el párroco de San Patricio, padre Kelly, hizo una homilía en la que alertaba del deterioro de la convivencia cívica y la pobreza. Sus palabras fueron polémicas entre algunos sectores del barrio de Belgrano y señaló a la comunidad palotina.
En la madrugada del 4 de julio de 1976 fueron asesinados los miembros de la comunidad de San Patricio en la rectoral de la parroquia, en la calle Etcheverría con Estomba. Los cadáveres fueron encontrados por el organista a primera hora de la mañana alineados y boca abajo, sobre el cuerpo de Salvador Barbeito había sido colocada una tira de Mafalda en la que se señalaba a una porra diciendo "este es el palito de abollar ideologías". Con tiza se había escrito en la puerta "Por los camaradas dinamitados en Seguridad Federal. ¡Venceremos! ¡Viva la Patria!" en referencia a un atentado de los Montoneros contra una comisaría de policía unos días antes. Y, también, en una alfombra "Estos zurdos murieron por ser adoctrinadores de mentes vírgenes y son M.S.T.M" en referencia a la corriente Movimiento de Sacerdotes del Tercer Mundo, que dentro de la Iglesia católica argentina buscaba participar en la renovación teológica del Concilio Vaticano II incidiendo en la reivindicación social. El episodio, conocido con el nombre de la "Masacre de San Patricio" fue el mayor ataque violento contra la Iglesia Católica en la Argentina.
Las investigaciones judiciales posteriores no lograron aclarar los hechos, aunque se considera que el asesinato fue responsabilidad de un grupo de tareas de la Escuela de Mecánica de la Armada. Su cuerpo descansa en el Cementerio de la Chacarita.
Considerados mártires por su orden, en 2005 el entonces cardenal arzobispo de Buenos Aires, Jorge Bergoglio, luego papa Francisco, impulsó su beatificación haciéndose eco de las peticiones de canonización que existían en la Argentina desde 2001.